# ВІD
Телекомпанія BID (рос. ВИD) («Взгляд и Другие», «Погляд та Інші») (рос. ВИDgital); до 6 листопад 2020 — «BIDgital» (рос. ВИDgital) — радянська та російська телекомпанія, яка виробляє телепередачі для Першого каналу, НТВ, каналу «Росія» та ОТР. Також «BID» експортує свою продукцію для інших каналів країн що входять в СНД та України, як Інтер в Україні, Загальнонаціональне телебачення в Білорусі, Євразія в Казахстані та Prime в Молдові. Раніше вона виготовляла для СТС та ТНТ.
Заставка ВІD не раз мала пародії в КВН і на Youtube

## Історія
Телекомпанія BID була заснована у 1987 році Владиславом Лістьєвим, Андрієм Разбашем, Олександром Любимовим, Олександром Політковським, Іваном Демидовим та Олександром Городжанкіним як «Взгляд», а восени 1990 року появилася. Для закупівлі в неї програм на її базі була створена Студія «Експеримент», що отримала статус юридичної особи, і право на розміщення реклами, яке переходило до телекомпанії в обмін на підготовлені нею передачі .
З 1994 по 1995 рік разом з ATV і РЕН ТВ входив в «Асоціацію незалежних телевиробників», яка в 1995 році виступила одним з ініціаторів створення АТЗТ «Громадське російське телебачення» (його генеральним директором став президент телекомпанії Владислав Лістьєв), якому 1 квітня перейшло мовлення 1-го федерального телеканалу, а телекомпанія стала одним з найбільших виробників програм для нього, а восени зміцнила свої позиції .
У 2000 році BID вирішила брати участь в конкурсі на право мовлення на 3 ТВК. Однак, незважаючи на те, що голоси членів конкурсної комісії розподілилися порівну між BID і власником частоти ВАТ «ТВ Центр», завдяки вирішального голосу Михайла Лесина, 24 травня 2000 року телеканал «ТВЦ» виграв конкурс і продовжив мовлення на третій кнопці.
До початку 2007 року між основними акціонерами телекомпанії BID Олександром Любимовим і Ларисою Синельщикової виникли розбіжності з приводу подальшої стратегії розвитку компанії. В результаті цього «Перший канал» припинив активну співпрацю з BID. З усіх проектів телекомпанії, залишилися тільки 4 передачі — «Жди меня», «Поле чудес», «Служу Вітчизні!» і «недолугих замітки» (виробництво турагентства Дмитра Крилова «Колійні поради»), а решта перейшла до «Червоного квадрату».
У грудні 2014 року в BID після 7 років роботи на телеканалах «Росія» і РБК повернувся Олександр Любимов, який посів у ній посаду президента. При цьому з телекомпанії пішов Сергій Кушнерьов і вся творча бригада програми «Жди меня». Акції BID, що належали Кушнерьов, перейшли до Олександра Любимова за 2 000 рублів .
6 жовтня 2017 року телекомпанія BID змінила назву на BIDgital («Віджітал»). Це пов'язано з тим, що вони стали активно рухатися в інтернет. Також змінилася заставка — тепер жаба заповзає на керамічну маску, яка зображує голову Ґао Сяну, який в кінці посміхається.

## Логотип
Спеціально для цього Андрій Разбаш поїхав до Музею Сходу за допомогою до майбутньої дружини Владислава Лістьєва Альбіні Назимова. Із запропонованих варіантів Разбаш вибрав керамічну голову філософа Ґао Сяна з трилапою жабою на голові. У різних східних культурах даний символ трактується по-різному: десь він символізував духовне багатство, десь — могутність, а десь — фінансове багатство. Єдина проблема, що у цієї маски були гігантські вуха, як у Чебурашки, але вуха відрізали на комп'ютері.
Логотип в остаточному варіанті виготовив особисто Андрій Разбаш. З 1990 по 1997 рік заставка телекомпанії складалася з зображення чорного трампліну з падаючим сірим шаром, який відлітає вниз і вибухає у вигляді чорних кругових спалахів. І білий фон заставки змінюється на чорний, а з темряви з'являється маска із золотою підписом «BID», по якій пробігає відблиск. Потім маска зникала в темряву.

## Передачі, вироблені телекомпанією

### Поле чудес
Дата ефіру — 26.10.1990 — дотепер
Телеканали — ЦТ СРСР, 1 канал Останкіно, ОРТ і РТР, Інтер, ОНТ, 1+1
Ведучий — Якубович Леонід Аркадійович
Виробництво — ВІД

### Вгадай мелодію
Дата ефіру — 03.04.1995 — дотепер
Телеканал — ОРТ, Інтер, 1+1
Ведучий — Пельш Валдіс Ейженович
Виробництво — ВІД

### Жди меня(раніше «Шукаю тебе»)
Дата ефіру — 1998 — дотепер
Телеканали — ОРТ, Інтер і НТВ (дотепер)
Ведучий — Ігор Кваша і Марія Шукшина (потім вели інші)
Виробництво — ВІД

### МузОбоз
Дата ефіру — 1991—2000
Телеканали — 1 канал Останкіно, ОРТ і ТВ-6
Ведучі — Іван Демідов, Отар Кушанашвили і Лера Кудрявцева
Виробництва — ВІД і МНВК

### Акули піра
Дата ефіру — 1995—1998
Телеканал — ТВ-6
Ведучий — Ілля Легостаєв
Виробництво — ВІД

### Непутьові замітки
Дата ефіру — 1996 — дотепер
Телеканал — Перший канал
Ведучий — Дмитро Крилов
Виробництво — ВІД

### Останній герой
Дата ефіру — 2001—2004
Телеканал — Перший канал
Ведучий — Сергій Бодров-молодший і інші
Виробництво — ВІД
Продюсери — Сергій Кушнерьов, Олександр Любимов, Костянтин Ернст і Лариса Сінельщикова

### Фабрика зірок (Росія)
Дата ефіру — 2003—2004
Телеканал — Перший канал
Ведуча — Яна Чурікова
Виробництва — ВІД і «Студія Фоніной»
Продюсери — Сергій Кушнерьов, Лариса Сінельщикова, Сергій Кальварський і Тетяна Фоніна
Режисер — Андрій Сичьов
Автор сценарію — Ілля Бачурін

### Великі перегони
Дата ефіру — 25.09.2005—23.12.2007
Телеканал — Перший канал
Ведучий — Дмитро Нагієв
Виробництва — ВІД, Mistral Production, Сохо Продакшн і Катапульта продакшн
Продюсери — Сергій Кальварський, Лариса Сінельщикова і Тетяна Фоніна
Режисери — Сергій Айрапетов і Кирило Пухонто
Автори сценарію — Іван Обломський і Костянтин Плаксін

### Хвилина слави
Дата ефіру — 17.02.2007—26.05.2007
Телеканал — Перший канал
Ведучий — Гарік Мартиросян
Виробництво — ВІД і Сохо Продакшн
Продюсери — Сергій Кальварський, Лариса Сінельщикова і Тетяна Фоніна
Режисер — Андрій Сичьов
Автор сценарію — Костянтин Плаксін

### Володар гори
Дата ефіру — 10.02.2007—12.05.2007
Телеканал — Перший канал
Ведучий — Євген Плющенко
Виробництва — ВІД і Mistral Production
Продюсери — Сергій Кальварський, Лариса Сінельщикова і Тетяна Фоніна
Режисери — Сергій Айрапетов і Кирило Пухонто
Автор сценарію — Костянтин Плаксін

### Король рингу
Дата ефіру — 2007
Телеканал — Перший канал
Ведучий — Володимир Познер
Виробництва — ВІД і Катапульта продакшн
Продюсери — Сергій Кальварський, Лариса Сінельщикова і Тетяна Фоніна